# Chateau de Cruzol
Ne doit pas être confondu avec Château de Crussol.
Le château de Cruzol est un ancien château fort, fondé à la fin du XIIe siècle ou au début du XIIIe siècle, remanié aux XVIe et XVIIe siècles, qui se dresse sur la commune de Lentilly dans le département du Rhône en région Auvergne-Rhône-Alpes.
Le château fait l’objet d’une inscription au titre des monuments historiques par arrêté du 7 juin 1926. Le château ne se visite pas.

## Situation
Le château de Cruzol est situé sur la commune de Lentilly, dans le département du Rhône.

## Histoire
Le château aurait été fondé à la fin du XIIe siècle ou au début du XIIIe siècle par les archevêques de Lyon.
En 1340, il est la possession de Guy de Lanay. Guillaume Henry, échevin de Lyon, s'en porte acquéreur vers 1499.
Il est remanié aux XVIe et XVIIe siècles. L'aile Est visible sur la photo date de la fin du XVIIe siècle et a été habitée par le célèbre artiste peintre lyonnais Jean-Jacques de Boissieu (1736-1810). 
Le château habité aujourd'hui par plusieurs familles reste un des monuments les plus connus de Lentilly. Le château ne se visite pas.